# Njalsgade
Njalsgade er en gade på Islands Brygge i København. Gaden strækker sg over cirka 1,2 km fra Islands Brygge i nordvest til Amagerfælledvej i sydøst.
Gaden fik sit navn i 1906 og er opkaldt efter den islandske sagafigur Njal. De nærliggende gader er også opkaldt efter personer fra islandske sagaer.
Gadens ældste del domineres af boligkarréer, mens der er et mere åbent byrum i den del, der strækker sig fra Artillerivej til Amagerfælledvej.
Blandt de markante bygninger i gaden er det tidligere Anva-varehus, som FDB opførte i 1950 på hjørnet af Thorshavnsgade og Njalsgade. Den karakteristiske halvrunde bygning rummer i dag en 365discount-forretning i stueetagen, mens resten anvendes af Københavns Kommune, der dels har sin miljø- og teknikforvaltning der, dels Islands Brygge Bibliotek i stueetagen. Lidt længere nede ad gaden ligger et større bygningskompleks, der også er opført af FDB. Bygningerne er tegnet af Philip Smidth og Carl Wolmar og fungerede både som hovedsæde for FDB og fabrik. Bygningerne fungerer i dag hovedsageligt som kontorer. En af dem rummer en SuperBrugsen. 
I den nye del af gaden ligger det kontorhøjhuset Metropolen umiddelbart ved Islands Brygge Station. Bygningen, der er i otte etager, er tegnet af C.F. Møller og stod færdig i 2010. Ved siden af ligger Københavns Universitets Søndre Campus.